# Portrait de Chateaubriand
Le Portrait de Chateaubriand ou Portrait de Chateaubriand méditant sur les ruines de Rome est un célèbre portrait peint vers 1809 par l'artiste français Anne-Louis Girodet. Il représente l'homme d'État et écrivain français François-René de Chateaubriand. Associé au mouvement conservateur contre la Révolution française, il fut ministre des Affaires étrangères de 1822 à 1824 sous la Restauration, au moment de l'Expédition d'Espagne.

## Description
Chateaubriand est représenté dans une position mélancolique avec les ruines de la Rome antique derrière lui, lors d'une visite de la ville éternelle en 1804. Le Chateaubriand balayé par le vent contemplant les ruines du Colisée est devenu une image évocatrice de l'idéal masculin au début du romantisme. 
Le tableau, exposé au Salon de 1810, est récupéré par Chateaubriand le 26 septembre 1812. Le Musée d'Histoire de Saint-Malo en Bretagne acquiert l'œuvre en 1848.